# Video (zespół muzyczny)
Video – łódzki pop-rockowy zespół muzyczny założony w kwietniu 2007 przez Macieja Durczaka, Wojciecha Łuszczykiewicza i Tomasza Luberta.

## Historia zespołu
W 2008 roku zespół wydał swój debiutancki singiel „Bella”. Utwór został zgłoszony do udziału w polskich eliminacjach do 53. Konkursu Piosenki Eurowizji Piosenka dla Europy 2008, jednak nie zakwalifikował się do stawki finałowej. Piosenka znalazła się na debiutanckiej płycie studyjnej muzyków zatytułowanej Video gra wydanej pod koniec marca tego samego roku.

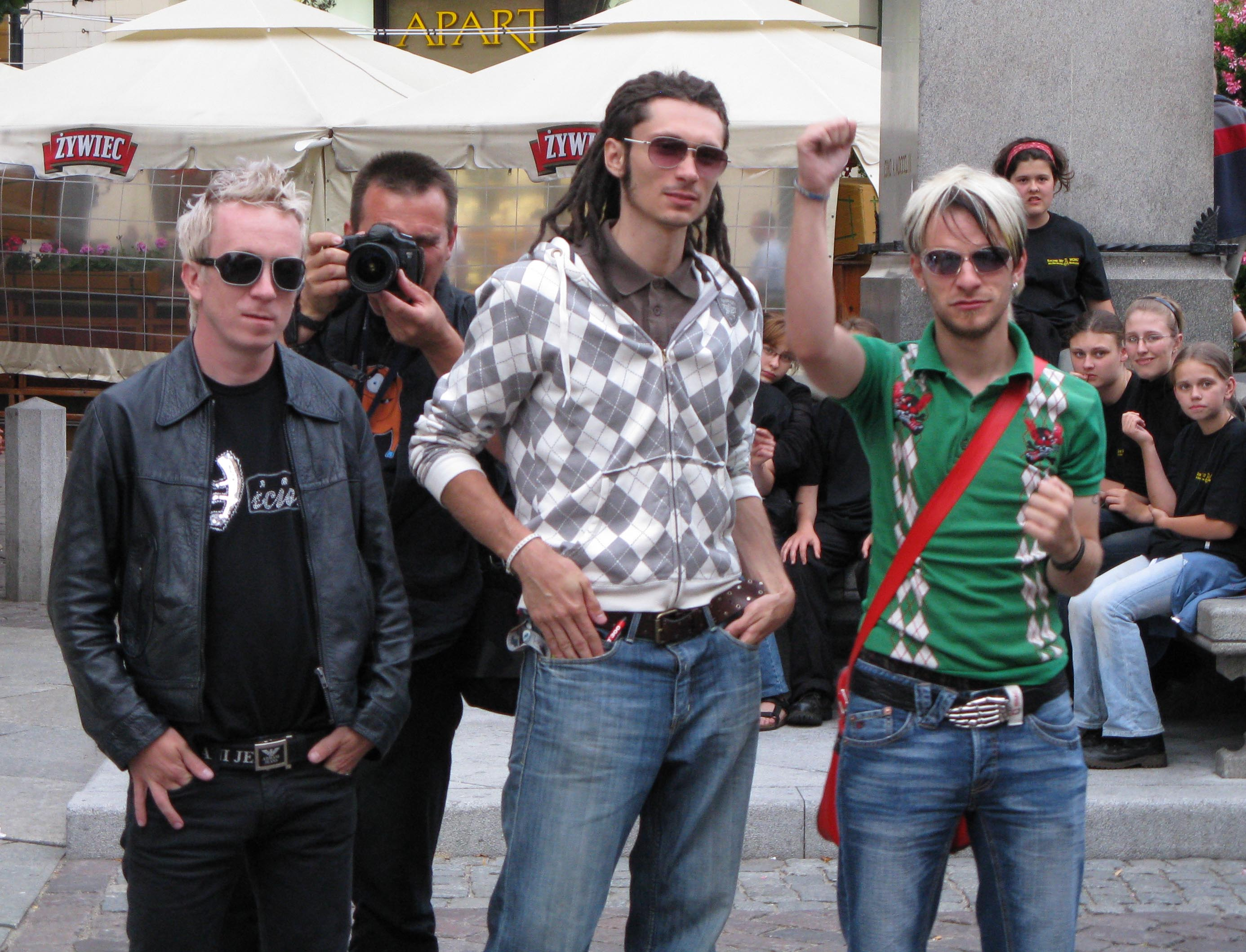
Zespół w 2008 roku

W lutym 2009 z zespołu odszedł jeden z założycieli – Tomasz Lubert.
W 2010 roku grupa ubiegała się o miano Polskiego Hitu Lata 2010 z piosenką „Szminki róż” na Bydgoszcz Hit Festiwalu, zajęła ostatecznie dwunaste miejsce po zdobyciu 3,01% głosów telewidzów.
Inny singiel zespołu, piosenka „Papieros”, dotarł do piątego miejsca w Polsce na liście Polish Airplay Chart i pierwszego miejsca w Polish Video Chart.
W 2011 roku zespół zdobył pierwszą nagrodę w kategorii Zespół Roku na gali Eska Music Awards. Dzień wcześniej ukazała się druga płyta zespołu pt. Nie obchodzi nas rock.
7 lutego 2015 roku podczas VI Balu Charytatywnego „Gwiazdy Dobroczynności” zespół odebrał nagrodę w kategorii KULTURA za wsparcie dla osób niesłyszących. Zespół dostrzegł problem społeczny osób niesłyszących związany z dostępem do kultury, dlatego wraz z grupą Młodzi Migają Muzykę nagrali teledysk do utworu „Dobrze, że jesteś”. Utwór zapowiadał trzeci album studyjny muzyków zatytułowany Doskonale wszystko jedno. Pozostałymi singlami z płyty zostały utwory „Kryzysowy” (nagrany z gościnnym udziałem Jana Borysewicza), „Wszystko jedno” oraz „Ktoś nowy”. W teledysku do tego ostatniego pokazane zostało wesele pary homoseksualnej.
26 sierpnia 2016 roku zespół wystąpił na gali Eska Music Awards 2016, gdzie wykonał piosenkę „Ktoś nowy”. Podczas gali otrzymał swoją trzecią statuetkę w kategorii Najlepszy zespół.

## Skład zespołu[8]
- Wojciech „Zee Zee Woo” Łuszczykiewicz – śpiew, gitara (od 2007)
- Bartek „Budyń” Szymański – gitara (od 2009)
- Piotr „Funky Koval” Kowalewski – gitara basowa (od 2009)
- Paweł Stępień – perkusja (od 2010)
- Daniel „Daniel Love” Tyszkiewicz – gitara akustyczna, technika (gitara 2008–2013, keyboard 2014–2019, od 2022)

Byli członkowie zespołu
- Tomasz „Tom-X” Lubert – gitara (2007–2009)
- Piotr „Shy Dull” Siadul – gitara basowa (2007–2009)
- Marek „Marc Bee” Błaszczyk – keyboard (2007–2009)
- Emil „Jamaica” Waluchowski – perkusja (2007–2010)
- Darek „Eduardo” Światłowski – keyboard (2010)
- Marek „Kisiel” Kisieliński – gitara, keyboard (2013–2015, 2016–2018, 2019–2021)

## Dyskografia

### Albumy
| Rok  | Tytuł                                                                               | Pozycja na liście | Certyfikat         |
| Rok  | Tytuł                                                                               | POL               | Certyfikat         |
| ---- | ----------------------------------------------------------------------------------- | ----------------- | ------------------ |
| 2008 | Video gra - Data: 24 marca 2008 - Wydawca: Sony BMG                                 | 38                |                    |
| 2011 | Nie obchodzi nas rock - Data: 31 maja 2011 - Wydawca: EMI Music Poland              | 36                |                    |
| 2015 | Doskonale wszystko jedno - Data: 21 sierpnia 2015 - Wydawca: Universal Music Polska | 40                | - POL: złota płyta |

### Single
| 2008                                                     | „Bella”                            | –  | 1  | 4 |                        | Video gra                |
| 2008                                                     | „Idę na plażę”                     | –  | 1  | – |                        | Video gra                |
| 2008                                                     | „Soft” (z Anią Wyszkoni)           | –  | 2  | 2 |                        | Video gra                |
| 2009                                                     | „Będzie piekło”                    | –  | 10 | 3 |                        | Video gra                |
| 2009                                                     | „Fantastyczny lot”                 | –  | 1  | 2 |                        | Nie obchodzi nas rock    |
| 2010                                                     | „Szminki róż”                      | 86 | 1  | 4 |                        | Nie obchodzi nas rock    |
| 2011                                                     | „Papieros”                         | 3  | 1  | 2 |                        | Nie obchodzi nas rock    |
| 2011                                                     | „Środa czwartek”                   | 57 | 2  | 1 |                        | Nie obchodzi nas rock    |
| 2013                                                     | „Kryzysowy” (z Janem Borysewiczem) | –  | 5  | – |                        | Doskonale wszystko jedno |
| 2014                                                     | „Dobrze, że jesteś”                | –  | –  | – |                        | Doskonale wszystko jedno |
| 2015                                                     | „Wszystko jedno”                   | 4  | –  | 1 | - POL: platynowa płyta | Doskonale wszystko jedno |
| 2015                                                     | „Ktoś nowy”                        | 8  | –  | 1 | - POL: platynowa płyta | Doskonale wszystko jedno |
| 2016                                                     | „Alay 2016”                        | 9  | 5  | 2 |                        | Doskonale wszystko jedno |
| "–" oznacza, że singel nie był notowany na danej liście. |                                    |    |    |   |                        |                          |

## Nagrody i nominacje
| Rok  | Ceremonia                                     | Kategoria                                    | Rezultat    |
| ---- | --------------------------------------------- | -------------------------------------------- | ----------- |
| 2008 | TOPtrendy Festival                            | Artysta Trendy                               | Nominacja   |
| 2008 | TOPtrendy Festival                            | Nagroda dziennikarzy                         | Wygrana     |
| 2008 | Sopot Festival                                | Słowik Publiczności                          | Nominacja   |
| 2008 | Sopot Festival                                | Bursztynowy Słowik                           | Nominacja   |
| 2008 | VIVA Comet 2008                               | Zespół roku                                  | Nominacja   |
| 2008 | VIVA Comet 2008                               | Debiut roku                                  | Nominacja   |
| 2008 | Famka 2008                                    | Odkrycie roku                                | Wygrana     |
| 2010 | Festiwal Piosenki Rosyjskiej                  | Złoty Samowar                                | Nominacja   |
| 2010 | Bydgoszcz Hit Festiwal 2010                   | Polski hit lata                              | XII miejsce |
| 2011 | Eska Music Awards 2011                        | Zespół roku                                  | Wygrana     |
| 2011 | OGAE Video Contest 2011 – reprezentant Polski | Teledysk („Szminki róż”)                     | Nominacja   |
| 2012 | VIVA Comet 2012                               | Zespół roku                                  | Wygrana     |
| 2012 | VIVA Comet 2012                               | Płyta roku („Nie obchodzi nas rock”)         | Wygrana     |
| 2012 | VIVA Comet 2012                               | Przebój roku                                 | Nominacja   |
| 2012 | VIVA Comet 2012                               | Dzwonek roku                                 | Nominacja   |
| 2012 | VIVA Comet 2012                               | Artysta roku (tylko Wojciech Łuszczykiewicz) | Wygrana     |
| 2015 | Eska Music Awards 2015                        | Najlepszy zespół                             | Wygrana     |
| 2016 | Eska Music Awards 2016                        | Najlepszy zespół                             | Wygrana     |